# Xanthorhoe conchata
Xanthorhoe conchata är en fjärilsart som beskrevs av W. Warren 1896. Xanthorhoe conchata ingår i släktet Xanthorhoe och familjen mätare. Inga underarter finns listade i Catalogue of Life.